# ویکتور سولودوف
ویکتور سولودوف (روسی: Виктор Викторович Солодов؛ زادهٔ ۱۵ ژوئن ۱۹۶۲) وزنه‌بردار اهل شوروی بود.
وی در مسابقات کشوری و بین‌المللی در مجموع برندهٔ ۳ مدال طلا، ۴ مدال نقره شده‌است.